# Personalismo (contabilidade)
O personalismo, em contabilidade, classifica as contas do proprietário, dos administradores, dos consignatários e dos correspondentes. Seriam contas representativas de pessoas, cuja precedência superava a importância dos valores das contas (classes de valor). Daí o nome personalismo.
As contas do proprietário representam o patrimônio líquido, as receitas e as despesas. As contas dos administradores, consignatários e correspondentes referem-se aos bens, direitos e obrigações do agentes internos e externos à azienda. Um exemplo de administrador seria um vice-presidente de operações de uma entidade, que possui bens, direitos e obrigações sob sua responsabilidade, prestando contas desses aos proprietários. Os consignatários possuiriam responsabilidades internas diretas, como um tesoureiro (numerário) ou encarregado do almoxarifado (bens). Os correspondentes seriam fornecedores, clientes e outros agentes externos que transacionam com a Entidade. As contas eram associadas aos nomes das pessoas, o que tornava complexa a escrituração contábil.    
A Escola Personalística foi baseada em teoria iniciada por Francesco Marchi e idealizada por Giuseppe Cerboni.